# Okres Dobříš
Okres Dobříš byl správní okres existující v letech 1949-60. Jako soudní okres však fungoval již od roku 1850.
Předpisem 121/1945 byla v Dobříši zřízena/obnovena okresní expositura správního okresu Příbram.
Okres byl, spolu s dalšími zřízen vládním nařízením 3/1949  a zrušen Zákonem 36/1960 Sb. o územním členění státu
Nově vzniklý okres se skládal z obcí dosavadního soudního okresu Dobříš, kromě Drásova a Přestavlk, a z Mníšku, který byl do té doby součástí okresu Praha-venkov-jih. Drásov připadl do okresu Příbram, Přestavlky do Prahy-jih.
Okresní archiv je dnes uchováván ve Státním oblastním archivu v Praze - Státním okresním archivu Příbram.

## Seznam obcí
- Stará Huť
- Ouběnice s osadou Ostrov
- Borotice
- Buková
- Buš
- Čelina s osadou Cholín
- Čím s osadou Moráň
- Dlouhá Lhota
- Dobříš s osadami Trnová, Voznice, Chouzavá
- Drhovy s osadou Budín (po roce 1930 Rybníky)
- Drásov – pouze v soudním okrese, do správního již nepřešel
- Dražetice s osadou Chramiště
- Drevníky
- Druhlice
- Dušníky
- Svaté Pole s osadou Budínek
- Malá Hraštice
- Hříměždice s osadami Byčice , Háje , Záběhlice
- Hubenov
- Chotilsko s osadami Hněvšín , Křeničná a Lipí
- Velká Hraštice (později část Malé Hraštice)
- Korkyně
- Kotenčice
- Kozí Hory s osadou Hranice
- Starý Knín
- Nový Knín
- Krámy
- Křížov
- Kytín s osadou Stříbrná Lhota (od roku 1900)
- Lhotka (později část Svatého Pole)
- Libice (později část Rybníků)
- Lipiny (později část Nečína)
- Slovanská Lhota (později část Drevníků)
- Prostřední Lhota s osadami Kobylníky , Mokrsko, Smilovice
- Záborná Lhota, (později část Rybníků)
- Sejcká Lhota (později část Chotilska)
- Libčice
- Malá Lečice
- Velká Lečice
- Mokrá Vrata
- Nechalov s osadami Drhovce a Homole
- Nečín s osadami Jablonce , Kurzbach 2. díl (dnes Strupina), Vaječník
- Nové Dvory
- Nová Ves pod Pleší
- Pouště
- Přestavlky u Slap – pouze v soudním okrese, do správního již nepřešly
- Rybníky s osadami Budín , Záborná Lhota
- Rymaně (později část Zahořan)
- Rosovice s osadou Sychrov
- Senešnice(později část Nové Vsi)
- Skalice s osadou Kurzbach 1. díl (dnes Bělohrad )
- Sudovice
- Obořiště
- Ostrov (později část Ouběnic)
- Žebrák (později část Nečína)
- Zahořany
- Županovice

- ještě později Mníšek pod Brdy